# Distretto di Pak Chong
Il distretto di Pak Chong (in thailandese: ปากช่อง) è un distretto (amphoe) della Thailandia, situato nella provincia di Nakhon Ratchasima.